# 徐鍔
徐鍔（？—？），清朝官員，本籍直隸。

## 生平
徐鍔於1816年（嘉慶21年）接替曹汝霖，於臺灣府淡水廳艋舺縣丞一職（內閣供事議敘從九品），是大台北地區的地方父母官。
1820年（嘉慶25年）他則再接替姚瑩，於台灣擔任台灣府台灣縣知縣。管轄約今台灣南部之嘉義縣、嘉義市、台南縣、市全境及高雄縣部份區域。該區域面積約為4500平方公里，也是清治時期台灣島之漢人集中地所在。